# Voci dalla strada
Voci dalla strada (Voices from the Street) è uno dei primi romanzi di Philip K. Dick, scritto intorno al 1952 e pubblicato per la prima volta nel 2007, 25 anni dopo la morte dello scrittore. Fa parte dei romanzi non di fantascienza (mainstream) dello scrittore statunitense.

## Trama
L'azione del romanzo si svolge -attraverso una scansione in quattro sezioni che vanno dalla mattina alla notte, da giugno a settembre- nel corso del 1952, quando gli Stati Uniti erano ancora impegnati nella guerra contro la Corea del Nord, appoggiata dalla Cina di Mao, e si preparavano a sperimentare su un atollo del Pacifico la bomba all'idrogeno. Stuart Hadley è un giovane di ventiquattro anni, sposato, che lavora in un negozio in cui si riparano e vendono radio. Ha anche un handicap che lo esenta da qualsiasi richiesta di arruolamento. Insoddisfatto di tutto ciò, della sua famiglia, dei suoi amici e della sua città, si lascia spesso andare a vagabondaggi (infatti l'inizio della narrazione comincia con il protagonista in galera dopo una rissa). Stuart è anche un sognatore e finisce per interessarsi ad una setta religiosa di un predicatore nero e, attraverso di essa, conosce Marsha, l'ex compagna del carismatico leader religioso che prima convincerà Hadley ad aderire alla setta e poi s'infatuerà di lui. Anche la distrazione della setta religiosa finisce presto però e Stuart, nonostante venga promosso a direttore del negozio in cui lavorava come semplice commesso, si ritroverà di nuovo allo sbando in un allucinogeno vagabondaggio all'insegna dell'alcol in cui finirà per rapire anche suo figlio neonato. Rimanendo gravemente ferito in volto (perde un occhio) nel tentativo di derubare il suo ex capo che nel frattempo lo aveva licenziato, sconterà altri giorni in ospedale e in prigione, al termine dei quali si trasferirà con sua moglie e gli amici di famiglia e passerà da un lavoro all'altro. Dopo che avrà visitato un paese di campagna, capirà che deve mettere il suo talento al servizio delle richieste della comunità.

## Temi ricorrenti
- Vagabondaggio e disorientamento= protagonista errante, sotto gli effetti dell'alcol, all'inizio e alla fine del libro:
- La guerra;
- Il tradimento= del protagonista con Marsha, l'ex compagna del carismatico leader religioso;
- Lingua tedesca= parlata dalla coppia di anziani che soccorre Hadley dopo il secondo vagabondaggio;
- Indecisionismo della donna= Marsha diventa la compagna del leader religioso senza saper bene come, poi s'infatua di Stuart e crea più situazioni per andare a letto con lui, ma in entrambe risulta molto indecisa e non completamente padrona di se stessa.

## Curiosità
Il capo del protagonista è Jim Fergesson, nome presente pure nel romanzo Lo stravagante mondo di Mr. Fergesson. Non ci è dato sapere se sono la stessa persona, ma a rafforzare tale pensiero contribuisce la dichiarata età avanzata del personaggio in tutti e due i romanzi. Un altro indizio consiste nel fatto che Voci dalla strada (Voices from the Street) sia stato scritto all'inizio degli anni cinquanta, mentre l'altro romanzo nella seconda metà, dunque abbastanza vicini nello stesso periodo storico. In questo romanzo però, Jim Fergesson è il proprietario di un negozio di riparazioni radio, mentre ne Lo stravagante mondo di Mr. Fergesson è il proprietario di un garage che sta per vendere e andare in pensione.

## Edizioni
- Philip K. Dick, Voices from the Street, Tor Books, 2007,  p. 301.
- Philip K. Dick, Voci dalla strada, traduzione di Maurizio Nati, collana Collezione Immaginario Dick, Fanucci, 2008,  p. 468, ISBN 88-347-1369-9.
- Philip K. Dick, Voci dalla strada, traduzione di Maurizio Nati con introduzione di Carlo Pagetti, collana Tif extra, Fanucci, 2012,  p. 405, ISBN 978-88-347-1874-2.